# Nyssocnemis eversmanni
Nyssocnemis eversmanni là một loài bướm đêm trong họ Noctuidae.